# Javi Moreno
Javier Moreno Valera (ur. 10 września 1974 w Silli) – hiszpański piłkarz występujący na pozycji napastnika. Obecnie gra w zespole Lucena CF.

## Kariera klubowa
Javi Moreno jest wychowankiem klubu FC Barcelona. Występował w zespole juniorów oraz w drugiej drużyny "Blaugrany", jednak w podstawowej kadrze katalońskiej ekipy nigdy się nie znalazł. Następnie Hiszpan był zawodnikiem Córdoba CF i Yeclano CF, po czym w styczniu 1998 roku podpisał kontrakt z Deportivo Alavés. Sezon 1998/1999 Javi Moreno spędził w zespole Numancia Soria, dla którego strzelił 18 bramek i pomógł mu w wywalczeniu awansu do Primera División.
Następnie hiszpański gracz powrócił do Alavés i zadebiutował w rozgrywkach pierwszej ligi. Drużyna z Vitorii zajęła 6. miejsce w końcowej tabeli, a Javi Moreno w linii ataku grał wówczas najczęściej razem z Meho Kodro oraz Julio Salinasem. W sezonie 2000/2001 Alavés dotarło do finału Pucharu UEFA, w którym przegrało po dogrywce z Liverpoolem 4:5. Sam Moreno w spotkaniu finałowym strzelił 2 gole, a podczas całych rozgrywek zaliczył łącznie 6 trafień. W lidze Alavés zajęło 10. lokatę, Javi w 34 pojedynkach zdobył 22 gole i dało mu to 3. miejsce w klasyfikacji najlepszych strzelców.
Dobra skuteczność hiszpańskiego napastnika sprawiła, że latem 2001 roku przeniósł się on do AC Milan. Tam o miejsce w składzie musiał rywalizować z takimi piłkarzami jak Andrij Szewczenko, Filippo Inzaghi oraz José Mari, a w kadrze znajdowali się również Marco Simone, Wital Kutuzau oraz Mohammed Aliyu Datti. Przez cały sezon Javi Moreno rozegrał w Serie A 16 spotkań i strzelił w nich 2 gole, a Milan zajął w ligowej tabeli czwarte miejsce.
W 2002 roku Javi Moreno powrócił do Hiszpanii. Został piłkarzem Atlético Madryt, a do "Los Rojiblancos" w letnim okienku transferowym został sprowadzony również José Mari. W sezonie 2002/2003 w ataku Atlético obaj co dwaj zawodnicy regularnie dostawali szanse gry, jednak najlepszym strzelcem drużyny został Fernando Torres. Podczas kolejnych rozgrywek Javi Moreno wziął udział tylko w 5 spotkaniach Primera División i został wypożyczony do Boltonu Wanderers. Dla "The Trotters" nie uzyskał jednak ani jednego trafienia i po zakończeniu sezonu odszedł do Realu Saragossa. Najlepszymi strzelcami "Blanquillos" podczas rozgrywek 2004/2005 byli David Villa i Sávio, a Moreno w 18 występach tylko 2 razy wpisał się na listę strzelców.
W 2005 roku wychowanek Barcelony powrócił do Atlético, jednak po rozegraniu 1 spotkania przeszedł do trzecioligowego zespołu Córdoba CF. W grupie czwartej drużyna Córdoba CF zajęła 6. lokatę, a Moreno z 18 bramkami na koncie zajął 3. miejsce w klasyfikacji najlepszych strzelców. W kolejnych rozgrywkach hiszpański klub zapewnił sobie awans do drugiej ligi, a Javi strzelając 24 gole został królem strzelców swojej grupy. W Segunda División Córdoba CF zajęła 15. miejsce, po sezonie Moreno odszedł do SD Ibiza i tam zakończył piłkarską karierę.
Po roku hiszpański zawodnik wznowił karierę i w wieku 35 lat został graczem trzecioligowego zespołu Lucena CF.

## Kariera reprezentacyjna
W reprezentacji Hiszpanii Javi Moreno zadebiutował 28 lutego 2001 roku w przegranym 3:0 towarzyskim spotkaniu przeciwko Anglii. Łącznie dla drużyny narodowej rozegrał 5 meczów i strzelił 1 gola, a ostatni występ zaliczył 6 czerwca tego samego roku w zremisowanym 1:1 pojedynku eliminacji do mistrzostw świata z Izraelem.